# Lotus Agenda
Agenda er en DOS-baseret PIM (personal information manager), designed af Mitch Kapor, Ed Belove og Jerry Kaplan, og markedsført Lotus Software.
 Der er for få eller ingen kildehenvisninger i denne artikel, hvilket er et problem. Du kan hjælpe ved at angive troværdige kilder til de påstande, som fremføres i artiklen.

| Software | Spire Denne artikel om software og programmering er en spire som bør udbygges. Du er velkommen til at hjælpe Wikipedia ved at udvide den. |